# Фернанду-ді-Норонья

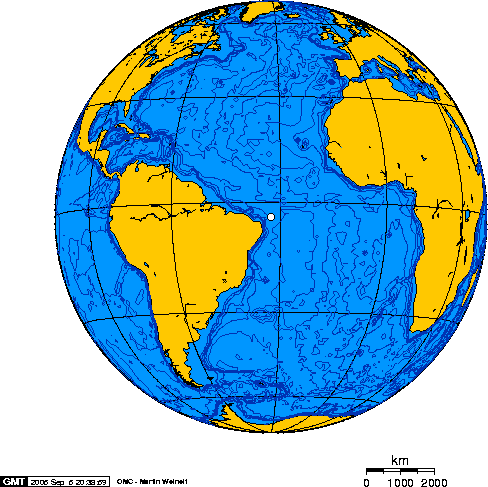
Ортографічна проєкція, центрована на островах Фернанду-ді-Норонья

Фернанду-ді-Норонья, Фернанду-де-Нороня (порт. Fernando de Noronha) — архіпелаг в Атлантичному океані, за 360 км від узбережжя Бразилії. В адміністративному відношенні входить до складу бразильського штату Пернамбуку.

## Географія
Всі острови вулканічного походження і є вершинами підводних гір, що виступають з моря. Головний острів, Фернанду-ді-Норонья, за яким отримав назву весь архіпелаг, має площу 26 км² і розміри 10 км завдовжки і 3,5 км завширшки. Його базою є масивна вулканічна формація за 750 м під рівнем моря. Головний острів забирає 91 % загальної площі архіпелагу, решта припадає на острови Рата, Села-Жинета, Кабелуда, Сан-Жозе і острівці Лену і Віува.
Клімат тропічний із двома чітко визначеними сезонами: дощовим — з січня по серпень, і посушливим протягом решти року. На жаль, первинна рослинність на островах була в минулому знищена, і зараз вони покриті заростями чагарників і в'юнків. Численних туристів приваблює багата флора і фауна довколишнього моря, зокрема морські черепахи і дельфіни, а також різноманіття морських птахів.

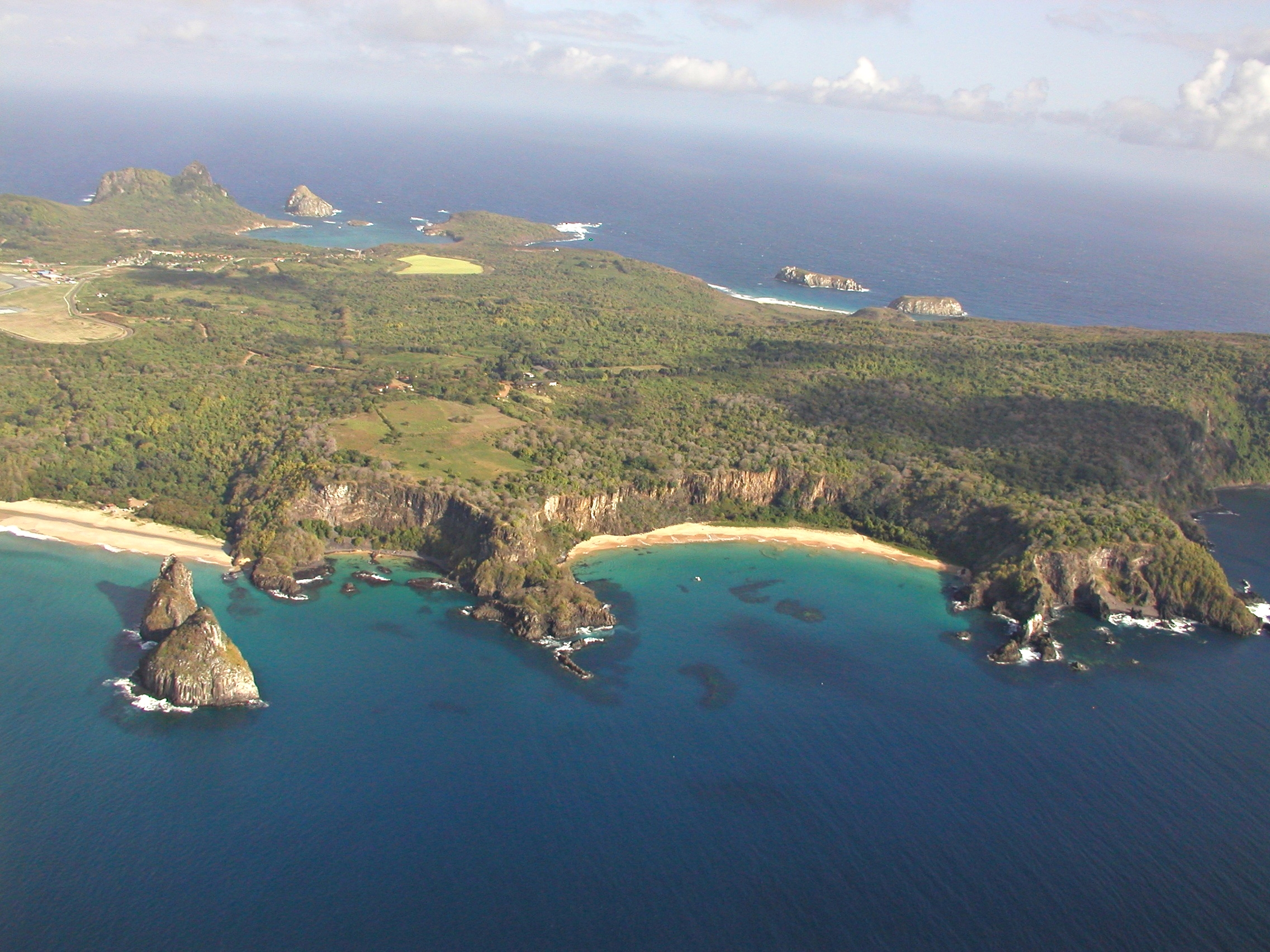
Вид з південного заходу

## Історія
Більшість сучасних істориків вважають, що архіпелаг був відкритий експедицією під керівництвом Фернандо-де-Нороня в 1501–1503 роках, проте існують інші версії. Перший опис острова був складений Амеріго Веспуччі, який поиймав участь у португальській експедиції 1503 року. В 1534 році острови були захоплені англійцями, а з 1556 до 1612 року ними володіла Франція. В 1628 році острови захопили голландці, яких двома роками пізніше вигнала звідси іспано-португальська експедиція з Руї Каласою Боргесом на чолі. В 1635 році голландці знову захопили острови і влаштували тут тиловий шпиталь для своїх військ, які здійснювали окупацію північно-східної Бразилії; за тих часів острови були відомі під назвою Павонія на честь Міхеля де Паува, одного з директорів Голландської Вест-Індійської компанії. Під голландською владою острови перебували протягом двадцяти років, після чого були відвойовані португальцями.
В 1736 Французька Вест-Індійська компанія, знайшовши острів пустим і ненаселеним, захопила його і перейменувала на  Іль-Дофін. Лише починаючи з 1737, після вигнання французів, архіпелаг був остаточно окупований Португалією, яка вирішила закріпитися на ньому. З цією метою було збудовано десять фортів в стратегічних місцях архіпелагу, де існувала загроза морського десанту: дев'ять фортів були зведені на головному острові, і десятий — на острівці Сан-Жозе, розташованому перед входом в бухту Святого Антонія. Форти були з'єднані мережею брукованих камінням доріг. Фортифікаційні споруди будувались під керівництвом відомого португальського військового інженера Діогу да Сильвейра Веллозу. Приблизно в 1770 році було засноване перше постійне поселення на островах, Віла-душ-Ремедіуш. Поселення розподілялося на дві частини: верхню, де були розташовані адміністративні будівлі, і нижню, де розміщувалася церква з допоміжними спорудами. Починаючи з XVII ст. острів подеколи використовувався як місце засилання і ув'язнення.
Майже нічого не змінилося на острові після проголошення незалежності Бразилії в 1822 році.
На початку XX ст. через острів був прокладений британський трансатлантичний телеграфний кабель; пізніше тут з'явилися також кабельні станції французької та італійської компаній. В 1942 році, під час Другої Світової війни, на островах була влаштована федеральна територія, до складу якої входили також атол Рокас і скелі Сан-Педру-і-Сан-Паулу; острів використовувався як тюрма для політичних та інших в'язнів. В 1988 році приблизно 70 % архіпелагу було проголошено морським національним парком з метою збереження екології острівного та морського середовища. 5 жовтня 1988 року федеральну територію було скасовано; архіпелаг Фернанду-ді-Норонья разом зі скелями Сан-Педру-і-Сан-Паулу було включено до складу штату Пернамбуку, а атол Рокас приєднано до штату Ріу-Гранді-ду-Норті.
Зараз базою місцевої економіки є туризм, обсяг якого обмежує вразлива екосистема архіпелагу. Острівні фортеці мають історичний інтерес; окрім того, острів має неабияке наукове значення, зокрема, для дослідників його геологічної будови та довколишнього природного середовища.
У 2001 році ЮНЕСКО включила острів Фернанду-ді-Норонья і атол Рокас до Списку Світової Спадщини.

## Екологічні проблеми
Хоча архіпелаг проголошено національним парком, більшість його надводної екосистеми зруйновано. Майже вся первинна рослинність островів була знищена за часів, коли острів використовувався як тюрма, щоб полегшити ловитву утікачів і позбавити їх місць для схованки. До того ж, великої шкоди завдали біологічні види, завезені до островів зовні; наприклад, льон, упроваджений початково як корм для худоби, вийшов з-під контролю і буквально придушує те, що залишилося від місцевої рослинності. Позбавлений рослинного покрову, острів неспроможний утримувати достатньої кількості води, і протягом сухого сезону місцева флора виглядає пожовклою і захирілою. Іншу проблему створюють ящірки тежу, завезені до островів з метою контролю популяції щурів. Як було запізно з'ясовано, ящірки — денні тварини, тоді як щури — нічні. Зараз самі ящірки вважаються небезпечними шкідниками.

## Дайвінг
Фернанду-ді-Норонья — найкраще в Бразилії місце для пірнання з аквалангом. Тепле море дозволяє здійснювати занурення на глибину від 25 до 40 метрів, де знаходиться найбагатше різноманіття підводної флори і фауни. Особливу увагу пірначів привертає бразильський військовій корабель, корвет «Іпіранга», який затонув неподалік від берега в 1987 році і досі лежить на дні на глибині 27 метрів.